# Громадяни третіх країн

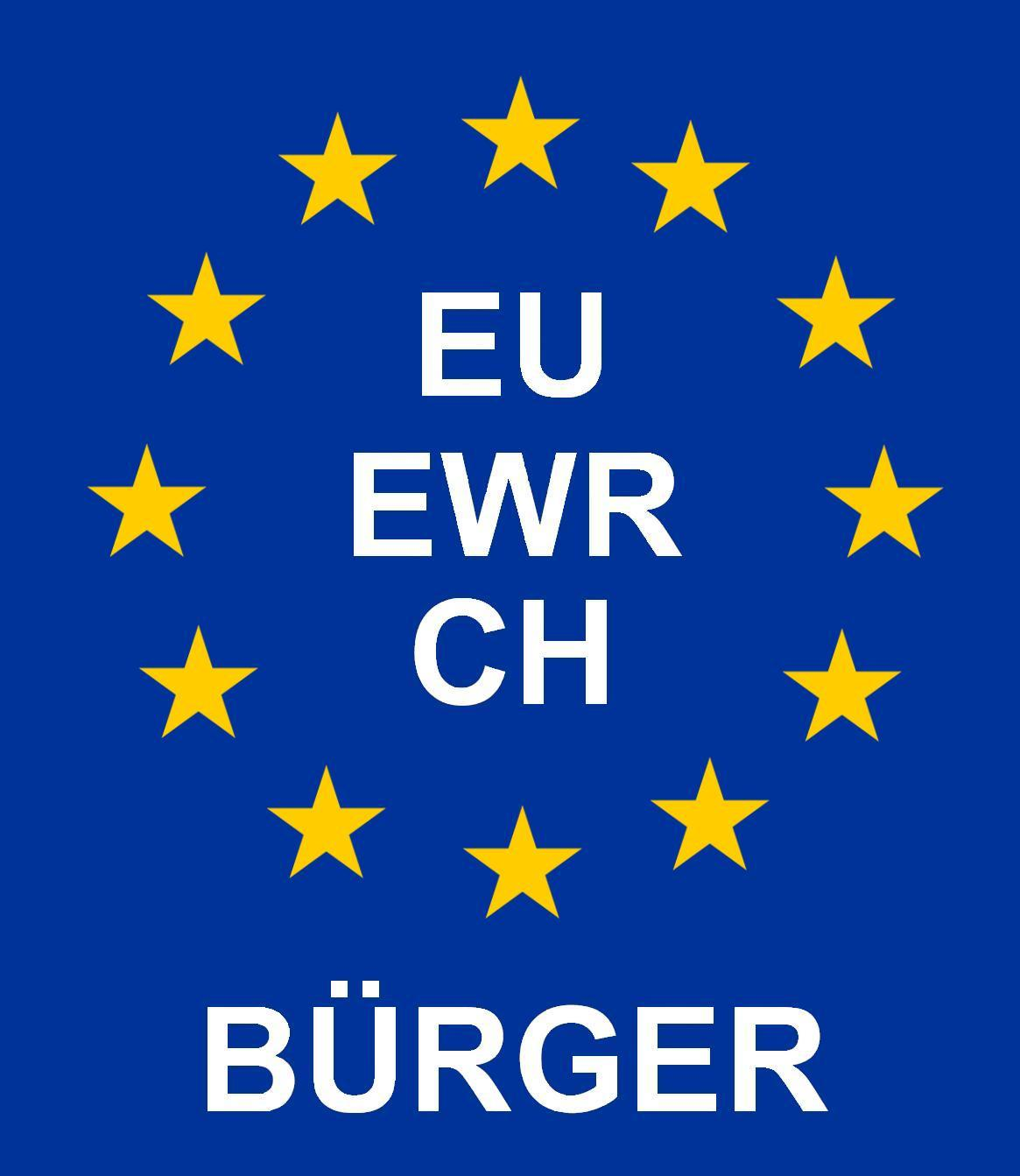
Входу для громадян третіх країн немає: Знак на вхідному коридорі в аеропорту для громадян що мають право вільного пересування по ЄС, ЄЕЗ та Швейцарії.

Громадяни третіх країн (нім. Drittstaatsangehöriger, раніше часом нім. Drittstaatenangehöriger, розмовно також нім. Drittstaatler або нім. Drittstaater, англ. third-country national,  ісп. nacional de tercer país, італ. cittadino di un paese terzo, фр. ressortissant de pays tiers, нід. onderdaan van een derde land) - це правовий термін Європейського Союзу. Використовується для позначення тих громадян, які виключені з закону про свободу руху в ЄС.